# Hraničná (Pomezí nad Ohří)
Hraničná (původně Dolní Hraničná, německy Unterkunreuth) je malá vesnice, část obce Pomezí nad Ohří v okrese Cheb v Karlovarském kraji. Nachází se asi 0,5 kilometru jižně od Pomezí nad Ohří. Je zde evidováno 24 adres. V roce 2011 zde trvale žilo 119 obyvatel.
Hraničná leží v katastrálním území Dolní Hraničná o rozloze 6,34 km².

## Historie
První písemná zmínka o vesnici pochází z roku 1249.

## Obyvatelstvo
| Rok            | 1869 | 1880 | 1890 | 1900 | 1910 | 1921 | 1930 | 1950 | 1961 | 1970 | 1980 | 1991 | 2001 | 2011 | 2021 |
| -------------- | ---- | ---- | ---- | ---- | ---- | ---- | ---- | ---- | ---- | ---- | ---- | ---- | ---- | ---- | ---- |
| Počet obyvatel | 267  | 267  | 216  | 190  | 193  | 185  | 214  | 79   | 37   | 77   | 67   | 48   | 39   | 69   | 119  |
| Počet domů     | 40   | 40   | 40   | 34   | 35   | 35   | 35   | 30   | 8    | 9    | 7    | 6    | 8    | 14   | 33   |

## Obecní správa
Při sčítání lidu od 1. dubna 1980 do 23. listopadu 1990 Hraničná byla částí města Cheb ve stejnojmenném okrese. Od 24. listopadu 1990 je částí obce Pomezí nad Ohří v okrese Cheb.
Dolní Hraničná: Při sčítání lidu v letech 1850–1976 Dolní Hraničná byla osadou obce Pomezí nad Ohří v okrese Cheb. Od 1. dubna 1976 do 31. března 1980 byla částí města Cheb ve stejnojmenném okrese.
Horní Hraničná: Při sčítání lidu v letech 1850–1879 Horní Hraničná byla osadou obce Dolní Pelhřimov v okrese Cheb. V letech 1880–1960 byla osadou obce Pelhřimov v okrese Cheb.
V letech 1961–1965 byla částí obce Háje v okrese Cheb. Od 1. července 1965 do 31. března 1976 byla
částí obce Pomezí nad Ohří v okrese Cheb. Od 1. dubna 1976 do 29. února 1980 byla částí města Cheb ve stejnojmenném okrese. Evidenční část obce byla zrušena 1. března 1980.

## Pamětihodnosti
- 2 smírčí kříže